# Minimax (canal de televisión)
Minimax es un canal de televisión privado de pago creado en España y dirigido al público infantil.

## Historia
Minimax inició sus emisiones el 1 de enero de 1994, convirtiéndose en el primer canal infantil en España, presentando programas infantiles, en su mayoría de origen extranjero. Emitía en el satélite Astra 1C durante 13 horas diarias, de 8:00 a 21:00 y tuvo su origen en la oferta analógica de Canal Satélite (que luego pasó a ser Canal Satélite Digital).
En 1994, Canal+ expresó sus intenciones de lanzar el canal en toda Europa e incluso ofrecer el paquete de Canal Satélite a los espectadores latinoamericanos.
El 3 de agosto de 1996 llegó a un acuerdo con Nickelodeon para transmitir algunas de sus series los fines de semana. Tras el paso de Canal Satélite de analógica a digital el canal se mantuvo.
En mayo de 1998, Minimax comenzó a transmitir series de Fox Kids, inicialmente como un bloque de tres horas. Sin embargo, en noviembre de 1998, Minimax fue vendido a Fox, y, posteriormente, sustituido por Fox Kids (que emitió tanto por Canal Satélite Digital, como por Vía Digital). En 2001 Disney compró los derechos del canal y en 2005 Fox Kids dejó de existir para denominarse Jetix. que en 2009 se convertiría en Disney XD canal que duró hasta 2020.
Mientras tanto, la versión centroeuropea actual de Minimax comenzó el 16 de abril de 1999 con el lanzamiento de la versión polaca de la cadena. Una versión de Minimax se lanzó en Hungría el 6 de diciembre de 1999, coincidiendo con la temporada navideña. En su lanzamiento, el canal solo emitía entre las 18:00 y las 20:00. Hasta el 3 de marzo de 2000, amplió gradualmente su horario de emisión y, a partir de esa fecha, el canal emitió entre las 06:00 y las 20:00 hasta el 31 de diciembre de 2017. Esta nueva versión de Minimax se centró en programación producida en Europa, parte de ella de la era comunista, y la ofreció cuando ningún otro canal infantil lo hacía, sin mostrar contenido violento. Esto impulsó la popularidad del canal en Hungría.
El 15 de mayo de 2001, Minimax inició sus emisiones en pruebas en Rumanía y Moldavia, hasta su lanzamiento completo el 1 de junio, coincidiendo con el Día del Niño.
En 2003, la empresa húngara Mediatech Media obtuvo el control total de la marca Minimax.
El 23 de diciembre de 2003, la señal húngara de Minimax empezó a emitir en checo cuando se realizó una emisión de prueba en República Checa y Eslovaquia, y el 1 de enero de 2004, se lanzó una señal checa totalmente localizada (aunque compartiendo con la señal húngara) en esos países, tomando el espacio del canal de televisión extinto Supermax en algunos proveedores, mientras que el canal Supermax todavía se transmitía en algunos proveedores hasta el 15 de septiembre de 2004.
En Polonia, la programación de Minimax se estaba dividiendo entre contenido para preescolares y contenido para adolescentes, habiendo dos bloques principales: MiniKaruzela (estrenado el 24 de diciembre de 2000) para preescolares y MaxiStrefa (estrenado en enero de 2002), que mostraba comedias de situación y dibujos animados para audiencias mayores. MiniKaruzela se escindió en MiniMini+ (nombrado en honor a Minimax) el 20 de diciembre de 2003. Sin embargo, MiniKaruzela transmitió hasta el 10 de abril de 2004. Minimax fue reemplazado por ZigZap el 16 de octubre de 2004.
El 4 de diciembre de 2004, en Hungría, Rumanía, Eslovaquia y la República Checa, A+ Anime comenzó a compartir tiempo con Minimax. El 6 de septiembre de 2006, Sony Pictures Television International adquirió A+ y lo relanzó como Animax el 2 de julio de 2007.
En junio de 2007, Chellomedia (ahora AMC Networks International) adquirió Minimax de Mediatech Media. Ese mismo año, el canal se lanzó en Croacia, Serbia, Montenegro, Bosnia y Herzegovina y Macedonia del Norte. El canal opera en serbio en estos países.
El canal se lanzó en Eslovenia el 22 de noviembre de 2011.
Animax emitió por última vez en la región el 31 de marzo de 2014 y se relanzó como C8 el 1 de abril de 2014 en Hungría y el 5 de mayo de 2014 en Rumanía, República Checa y Eslovaquia. El 31 de diciembre de 2015, C8 cerró en República Checa, Eslovaquia, Serbia y Rumanía. Desde entonces, Minimax emite las 24 horas en estos países.
El 5 de octubre de 2017, AMC anunció que Minimax emitiría las 24 horas en Hungría. En diciembre de 2017, se anunció que Minimax operaría 24 horas al día en Serbia para Nochevieja. El 1 de enero de 2018, C8 cesó sus emisiones y desde entonces, Minimax emite las 24 horas del día en Hungría.